# John Cuffe (3e comte de Desart)
John Otway O'Conner Cuffe, 3e comte de Desart (12 octobre 1818 - 1er avril 1865), titré vicomte Castlecuffe jusqu'en 1820, est un homme politique conservateur irlandais. Il exerce les fonctions de sous-secrétaire d'État à la Guerre et aux Colonies de mars à décembre 1852 au sein du premier gouvernement du comte de Derby.

## Biographie
Il est le fils de John Cuffe (2e comte de Desart), et de Catherine, fille de Maurice O'Connor. Il devient comte en novembre 1820, à l'âge de deux ans, à la mort prématurée de son père. Il fait ses études au Collège d'Eton et entre à Christ Church, Oxford en 1836, mais n'obtient aucun diplôme.

## Carrière politique
Il siège à la Chambre des communes comme député d'Ipswich entre juin et juillet 1842, lorsque son élection est annulée. En 1846, il est élu représentant des pairs irlandais et siège donc à la Chambre des lords, poste qu'il occupe jusqu'à sa mort en 1865. Il exerce les fonctions de sous-secrétaire d'État à la Guerre et aux Colonies dans le gouvernement protectionniste de Lord Derby en 1852.

## Famille
Lord Desart épouse Elizabeth Lucy, fille de John Campbell (1er comte Cawdor), en 1842. Ils ont trois fils et une fille. Il meurt à son domicile londonien à Eaton Square le 1er avril 1865, à la suite d'une chute subie lors d'une attaque de paralysie à l'âge de 46 ans. Son fils, William Cuffe (4e comte de Desart), lui succède comme comte. La comtesse de Desart est décédée en avril 1898, à l'âge de 76 ans